# Artur Sandauer

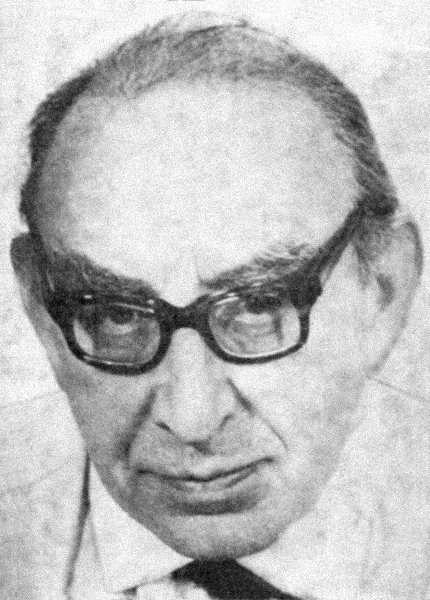
Artur Sandauer

Artur Sandauer (* 14. Dezember 1913 in Sambor (Galizien); † 15. Juli 1989 in Warschau) war ein polnischer Literaturkritiker, Essayist, Übersetzer, Professor an der Universität Warschau.

## Lebenslauf
Artur Sandauer studierte klassische Philologie an der Universität Lemberg. Nach der Annexion Galiziens durch die Sowjetunion 1939–1941 unterrichtete er in Sambor.
Nach dem Einmarsch deutscher Truppen 1941 wurde er im Ghetto von Sambor eingesperrt. 1943 gelang es ihm, zusammen mit seiner Mutter und seiner Schwester aus dem Ghetto zu flüchten und ein Versteck zu finden.
1944–1945 war er Kriegsberichterstatter bei der Polnischen Volksarmee. 1946–1948 wohnte er in Paris. 1948–1949 war er Redakteur der Warschauer Wochenschrift „Odrodzenie“ (Wiedergeburt). 1949 heiratete er die Malerin Erna Rosenstein (1913–2004).
Artur Sandauer war Gegner des Sozialistischen Realismus und wurde mit einem Veröffentlichungsverbot belegt, der bis zum Tode Stalins galt. Erst ab dem Polnischen Oktober 1957 veröffentlichte er heftige Kritiken des Sozialistischen Realismus. Sein Buch „Bez taryfy ulgowej“ (Ohne ermäßigten Tarif) wurde zur Abrechnung mit den Jahren des Stalinismus. Da die Zensurbehörde weiterhin in seine Texte eingriff, schickte er seine Manuskripte an die Pariser Exilzeitschrift "Kultura".
1964 unterschrieb er den Protestbrief der „34“ gegen die Zensur.
1972 wurde er zum Außerordentlichen Professor der polnischen Literatur an der Universität Warschau berufen.

## Besondere literarische Verdienste
Artur Sandauer hat viel zur Wiederentdeckung der in Polen vergessenen Schriftsteller Witold Gombrowicz und Bruno Schulz beigetragen. Sein Briefwechsel mit Gombrowicz wurde von Sandauer teilweise veröffentlicht.

## Werke (Auswahl)
- Utwory prozatorskie: Śmierć liberała (Tod eines Liberalen) (1949),
- Poeci trzech pokoleń (Dichter dreier Generationen) (1955),
- Moje odchylenia (mętniackie, kosmopolityczne, formalistyczne) (Meine Entgleisungen: Verworrenheit, Kosmopolitismus, Formalismus) (1956),
- O jedności treści i formy (Über die Einheit des Inhaltes und der Form) (1952–1953, veröffentlicht 1957).
- Bez taryfy ulgowej (Ohne ermäßigten Tarif) (1959),
- Zapiski z martwego miasta. Autobiografie i parabiografie (Notizen aus einer toten Stadt) (1963).
- Dla każdego coś przykrego (Für jeden etwas Peinliches) (1966).
- Samobójstwo Mitrydatesa (Mithridates Selbstmord) (1968),
- Liryka i logika (Lyrik und Logik) (1969),
- Matecznik literacki (Literarischer Urwald) (1972),
- Studia biblijne Bóg, Szatan, Mesjasz i...? (Bibelstudium: Gott, Satan, Messias und...?) (1977).
- Zebrane pisma krytyczne (Gesammelte kritische Schriften) (tom 1-3, 1981),
- O sytuacji pisarza polskiego pochodzenia żydowskiego w XX wieku (Über die Lage eines polnischen Schriftstellers jüdischer Abstammung im 20. Jahrhundert) (1982),
- Pisma zebrane (Gesammelte Schriften) (tom 1-4, 1985).
- Autobiografia Byłem... (Autobiographie: Ich war...) (erschienen 1991).

## Übersetzungen
- 1. Buch Mose
- Johann Wolfgang von Goethe Faust. Eine Tragödie. 1. Teil
- Aristophanes Die Wolken, Die Frösche, Die Vögel
- Aischylos Agamemnon
- Sophokles König Ödipus
- Euripides Elektra
- Theokritos Idylle
- Rainer Maria Rilke Poesien
- Wladimir Wladimirowitsch Majakowski Gut und schön, Das Schwitzbad
- Anton Tschechow Drei Schwestern, Onkel Wanja, Iwanow
- Anthologie Russische Dichter